# Апудоциты
Апудоци́ты (APUD-клетки) — диффузно расположенные секретирующие клетки, способные поглощать аминокислоты-предшественницы и производить из них активные амины и/или низкомолекулярные пептиды с помощью реакции декарбоксилирования (удаления карбоксильной группы у аминокислоты-предшественницы).
Название «APUD» образовано из первых букв английских слов:
— А — amines — амины;
— P — precursor — предшественник;
— U — uptake — усвоение, поглощение;
— D — decarboxylation — декарбоксилирование.
Впервые апудоциты были описаны Н. К. Кульчицким в конце XIX в. в эпителии кишечника, в конце 30-х гг. XX в. подобные клетки были обнаружены в эпителии бронхов и альвеол.
Апудоциты образуют диффузную эндокринную (нейроэндокринную) систему или APUD-систему.
Считается, что первичные клетки APUD-системы происходят из нервного гребешка (нейро-эндокринно-программированного эпибласта), т.е имеют нервное происхождение. В ходе развития организма они распределяются между клетками различных органов. Апудоциты в органах и тканях могут располагаться диффузно или группами среди других клеток. Биологически активные соединения, образующиеся в клетках данной системы, выполняют эндокринную, нейрокринную, нейроэндокринную, а также паракринную функции. Целый ряд свойственных им соединений (вазоактивный интестинальный пептид, нейротензин и другие) высвобождаются не только из клеток APUD-системы, но также и из нервных окончаний. Поэтому трудно сказать совершенно определённо, куда именно следует относить APUD-систему: к нервной или к эндокринной системе.
Апудоциты — это эндокриноподобные клетки. В настоящее время их известно около 60 различных типов.

## Морфология (строение) апудоцитов
При обычной гистологической окраске апудоциты лёгких имеют несколько бо́льшие размеры, чем собственные клетки органа, округлую или треугольную форму, их цитоплазма эозинофильна, ядро сдвинуто в апикальную часть клетки. В базальной части располагаются секреторные гранулы, которые дают положительную реакцию с серебром и окрашиваются диазониевым методом. Эти гранулы являются основным ультраструктурным признаком апудоцитов и местом накопления биогенных аминов и пептидных гормонов, а их характерное строение обычно позволяет установить тип продуцируемого гормона.
При электронной микроскопии в апудоцитах обнаруживаются: хорошо развитый эндоплазматический ретикулум, пластинчатый комплекс Гольджи, митохондрии и рибосомы.

## Свойства апудоцитов
1. Высокая концентрация биогенных аминов — катехоламинов (адреналин, норадреналин, дофамин) и серотонина (5-гидрокситриптамин).
2. Способность к поглощению предшественников биогенных аминов — определённых аминокислот (тирозин, гистидин и др.).
3. Декарбоксилирование поглощённых аминокислот (удаление у них карбоксильной группы и превращение таким способом аминокислот в амины).
4. Значительное содержание специальных ферментов — глицерофосфатдегидрогеназы, неспецифических эстераз, холинэстеразы.
5. Аргирофилия (прокрашиваются солями серебра).
6. Специфическая иммунофлюоресценция (связывание с тканеспецифическими флуоресцентными белками-маркёрами).
7. Присутствие особого фермента — нейронспецифической гамма-енолазы.
8. В клетках АPUD-системы генетически детерминирована высокая метаболическая и функциональная активность, которая выражается в высокой активности ферментов цикла Кребса, гликолиза, пентозофосфатного шунта и обмена аминов.

## Функции апудоцитов
Основная функция апудоцитов — продукция биологически активных веществ, синтезированных ими из аминокислот.
Апудоциты секретируют свои продукты путём экзоцитоза:
1. По паракринному типу — гормон выделяется в окружающую клетку среду.
2. По эпикринному типу — гормон непосредственно из эндокринной клетки поступает в прилежащую паренхиматозную клетку, минуя межклеточную окружающую среду.
С помощью биологически активных веществ апудоцитов диффузная нейроэндокринная система управляет развитием и жизнедеятельностью организма: участвует в формировании условных рефлексов, болевых и эмоциональных ощущений, а также в процессах памяти и сна. В дыхательной системе апудоциты появляются на разных стадиях эмбриогенеза и принимают участие в процессах цито-, гисто- и органогенеза, регулируют пролиферацию и дифференцировку клеток различных органов, изменяют многие звенья патогенеза заболеваний в эмбриональном и постэмбриональном периодах.
Особое значение апудоциты приобретают при изменение состояния организма под действием чрезвычайных ситуаций, приводящих к стрессу. Они играют важную роль в поддержании гомеостаза в таких ситуациях. Так, например, под влиянием гипербарической оксигенации в лёгких повышается количество апудоцитов, усиливается выработка ими гормонов и изменяется их функционирование.
Практически все гормоны апудоцитов являются пролиферотропными веществами, влияющими на деление клеток. При этом часть из них функционирует как активаторы, а другая часть — как ингибиторы клеточной пролиферации. В зависимости от условий одни и те же гормоны могут быть одновременно как активаторами, так и ингибиторами деления. При нормальной синхронной работе всех клеток АPUD-системы в организме постоянно поддерживается оптимальный уровень концентрации гормонов, который обеспечивает процесс пролиферации и апоптоза в каждом конкретном органе согласно его морфологическому и функциональному статусу. Нарушение выработки определенных гормонов диффузной эндокринной системой при опухолевом росте может привести к расстройствам в гормональном статусе человека.